# Casa Control de la Calle 72
La Casa Control de la Calle 72  se encuentra en Upper West Side, Nueva York.  Control House on 72nd Street se encuentra inscrito  en el Registro Nacional de Lugares Históricos desde el 6 de mayo de 1980. 

## Ubicación
Casa Control de la Calle 72 se encuentra dentro del condado de Nueva York en las coordenadas 40°46′42″N 73°58′57″O / 40.778333, -73.9825.